# Уго Кампаняро
Уго Армандо Кампаняро (на испански: Hugo Armando Campagnaro) е аржентински футболист, който в моента играе, като защитник за италианския Пескара Калчо.